# Музей на играчките (Сергиев Посад)
Художествено-педагогическият музей на играчките на името на илюстратора Николай Бартрам е институт, разположен в Сергиев Посад от 1931 г.

## История
Основателят на музея Николай Дмитриевич Бартрам започва да събира своята колекция от играчки в началото на 1910 г. Самият музей е основан през 1918 г. и се намира на булевард „Смоленский“ № 8.
Едноетажното имение с мецанин е запазено благодарение на идеята за разполагане на музей в него. Преди революцията той принадлежи на вдовицата на най-големия химик-технолог, управител на няколко руски текстилни фабрики, почетен гражданин на Москва, член на Държавния съвет Михаил Лосев, Евдокия Ивановна Лосева, родена Чижова, която става втората съпруга на художника.
Площ от 250 квадратни метра, от които 200 метра са разпределени за изложба, е напълно достатъчна, за да представи оригиналните музейни колекции, постоянно попълвани благодарение на енергията и определената инициатива на неговия основател.
Официално основан на 17 октомври 1918 г., музеят е отворен за посетители едва през 1921 г., а три години по-късно, през 1925 г., се премества в ново помещение на улица „Кропоткинская“ (сега „Пречистенка“) – имението Хрушчов-Селезньов, къща 12/2. Днес тази сграда е заета от Литературния музей на Александър Пушкин. Тук Музеят на играчките е открит на 5 януари и разшириява площта си до 5 зали и 600 квадратни метра, заети от изложби.
Представителната колекция от предмети от бита на децата позволява на музея да участва в много изложби. През март-април 1922 г. той открива своята изложбена дейност с участие във Всеруската художествено-промишлена изложба, организирана от Академията на художествените науки в нейния научно-демонстрационен отдел. През есента на 1925 г. и зимата на 1926 г. в стените на музея са организирани прегледи на всички куклени театри в Москва, а през март-април на следващата 1927 г. има изложба на куклени театри, по време на която се провеждат куклени представления. В работилницата към музея продължават дейността си курсове по изработка на художествени играчки, в които годишно се обучават 300 специалисти по този вид художествено творчество.
По посещаемост Музеят на играчките е надминат само от Третяковската галерия. Н. Д. Бартрам остава начело на музея до смъртта си през 1931 г.
През 1931 г. Музеят на играчките е преместен от Москва в Загорск близо до Москва.
От 1980 г. Музеят на играчките се намира в старо имение на бивше търговско училище над Келарското езеро, в едно от най-красивите кътчета на Сергиев Посад, срещу Троицката лавра на Свети Сергий. Тази къща от червени тухли, построена в исторически стил, все още е важна градска забележителност.

## Експозиция
В Музея на играчките са отворени следните изложби: руски народни играчки, руски и западноевропейски играчки от XIX – началото на XX век, съветски индустриални играчки.
Колекцията от детски портрети на музея на играчките съдържа малко известни произведения на руски и западноевропейски майстори от XVII – XXI век.